# HMS Dorsetshire (40)
HMS Dorsetshire (40) là một tàu tuần dương hạng nặng thuộc lớp County của Hải quân Hoàng gia Anh Quốc, thuộc lớp phụ Norfork. Nó được đặt tên theo hạt Dorsetshire (ngày nay gọi là Dorset). Dorsetshire đã tham gia hoạt động trong Chiến tranh Thế giới thứ hai, và bị máy bay từ tàu sân bay của Hải quân Đế quốc Nhật Bản đánh chìm ở cách 370 km về phía Tây Nam Ceylon vào ngày 5 tháng 4 năm 1942.

## Thiết kế và chế tạo
Dorsetshire được chế tạo bởi Xưởng hải quân Portsmouth, được đặt lườn vào ngày 21 tháng 9 năm 1927. Nó được hạ thủy vào ngày 29 tháng 1 năm 1929, và đưa ra hoạt động vào ngày 30 tháng 9 năm 1930

## Lịch sử hoạt động

### Những năm giữa hai cuộc thế chiến
Khi hoàn tất, Dorsetshire trở thành soái hạm của Hải đội Tuần dương 2. Vào năm 1931, nó nằm trong thành phần Hạm đội Đại Tây Dương khi xảy ra vụ binh biến Invergordon nhưng sự kiện đã được dập tắt trước khi thủy thủ của nó có thể tham gia vụ nổi loạn. Từ năm 1933 đến năm 1936, nó phục vụ tại Africa Station. Đến năm 1936, nó trải qua một đợt tái trang bị, và vào năm sau đó gia nhập China Station.

### Đại Tây Dương và Nam Phi
Trong Chiến tranh Thế giới thứ hai, Dorsetshire dưới quyền chỉ huy của Thuền trưởng, Đại tá Hải quân Augustus Agar, huân chương Chữ Thập Victoria. Vào tháng 12 năm 1939, vài tháng sau khi ciến tranh nổ ra, cùng với các tàu chiến Anh khác, Dorsetshire được gửi đến Uruguay để săn đuổi thiết giáp hạm bỏ túi Đức Admiral Graf Spee sau khi diễn ra trận River Plate. Dorsetshire rời Simonstown thuộc Nam Phi vào ngày 13 tháng 12, và vẫn đang trên đường đi vào ngày 17 tháng 12 khi người Đức đánh đắm chiếc Graf Spee.
Nó hoạt động tại Đại Tây Dương trong một thời gian ngắn, và trong tháng 2 năm 1940, đã ngăn chặn chiếc tàu chở hàng tiếp liệu Đức Wakama, vốn lập tức bị thủy thủ đoàn đánh đắm. Vào ngày 2 tháng 3, Dorsetshire rời quần đảo Falkland với những thủy thủ bị thương của tàu tuần dương HMS Exeter, hướng đến Cape Town ngang qua Tristan da Cunha, nơi những người dân trên đảo được cung cấp hàng tiếp liệu. Vào ngày 11 tháng 3, những người bị thương và tù binh của chiếc tàu hàng Đức được đưa lên bờ.
Sau đó Dorsetshire quay lại Anh, về đến Plymouth vào ngày 25 tháng 5; nhưng chỉ trải qua không đầy một tuần tại đây trước khi lại lên đường hướng đến Freetown vào cuối tháng. Sang tháng 6, nó rời Freetown dõi theo chiếc thiết giáp hạm Pháp Richelieu, vốn đã rời Dakar hướng đến Casablanca. Richelieu sau đó nhận được lệnh của Đô đốc François Darlan quay trở lại Dakar. Dorsetshire tiếp tục giám sát Hải quân Pháp ngoài khơi Dakar trong suốt tháng 7. Ngày 4 tháng 9 nó vào ụ tàu ở Durban, và vào ngày 20 tháng 9 nó quay lại Simonstown. Nó lên đường đi Sierra Leone ngày hôm sau.
Giờ đây hoạt động tại Ấn Đô Dương, trong tháng 11 nó bắn phá Zante ở Somaliland thuộc Ý. Đến tháng 12, nó quay trở lại ụ tàu tại Simonstown trước khi lên đường vào cuối tháng truy tìm chiếc thiết giáp hạm bỏ túi Đức Admiral Scheer, vốn trước đó đã đánh chìm một tàu hàng đông lạnh Anh tại Nam Đại Tây Dương. Vào ngày 18 tháng 1 năm 1941, nó bắt giữ chiếc tàu hàng Mendoza thuộc phe Vichy Pháp và áp giải nó đến Takaradi. Đến tháng 3, một lần nữa nó lại ở Simonstown.

### Bismarckvà Singapore

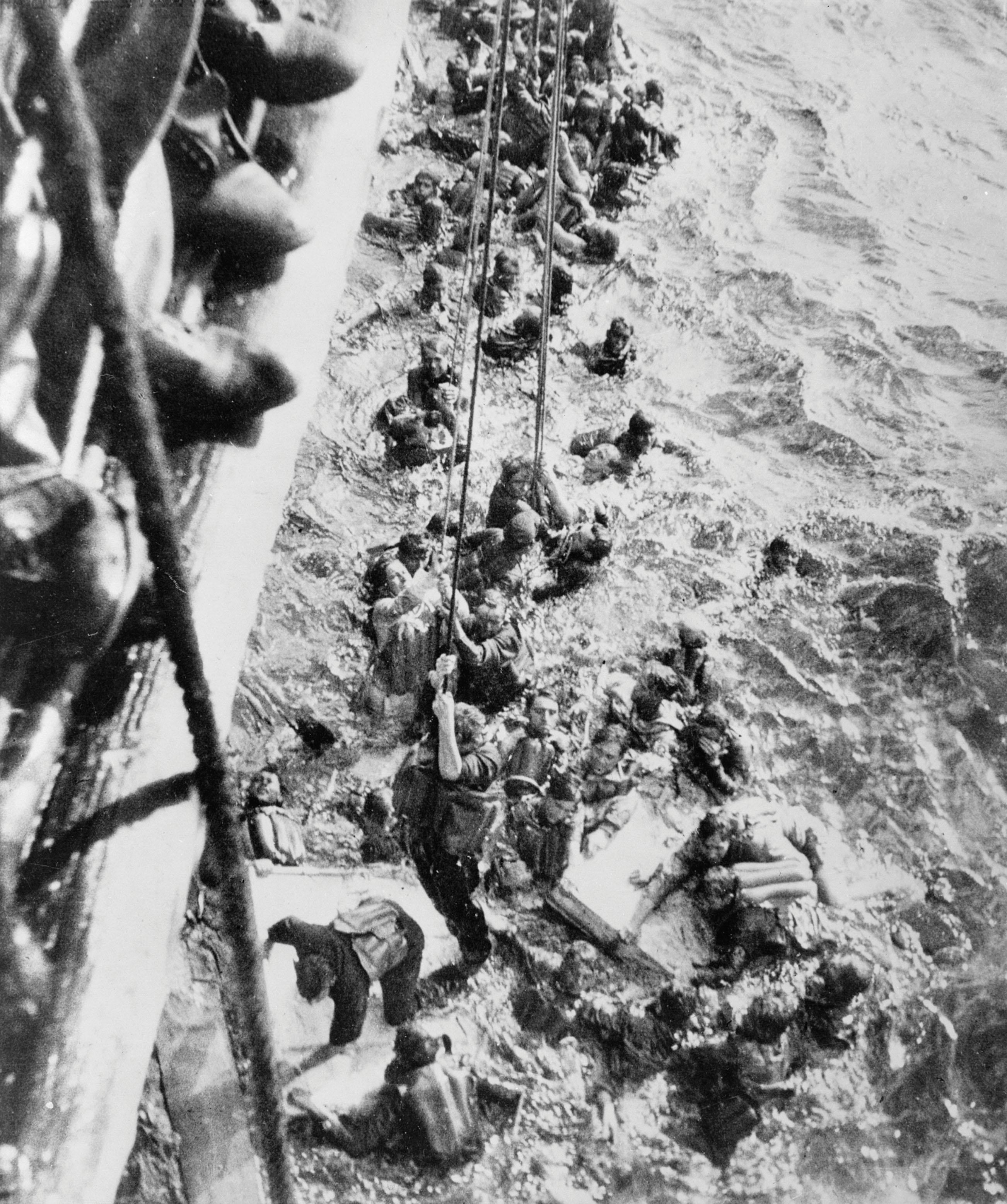
Những người còn sống sót từ chiếc Bismarck đang được kéo lên Dorsetshire, ngày 27 tháng 5 năm 1941.

Vào cuối tháng 5 năm 1941, Dorsetshire là một trong những tàu chiến đã đối đầu với thiết giáp hạm Bismarck tại Bắc Đại Tây Dương. Vào ngày 27 tháng 5, Dorsetshire được lệnh phóng ngư lôi vào Bismarck, lúc này đã bị phá hỏng toàn bộ bởi các cuộc không kích và tấn công liên tục. Dorsetshire đã phóng ngư lôi vào con tàu Đức, vốn sau đó bị chìm nhanh chóng, có thể do những hư hại phải chịu trước đó hoặc do chính thủy thủ đoàn của Bismarck tự đánh đắm. Dorsetshire chỉ cứu vớt được 110 người của Bismarck trên mặt biển, trước khi bị buộc phải rời đi để tránh nguy cơ bị U-boat tấn công.
Vào tháng 9, Dorsetshire rời Freetown hộ tống đoàn tàu vận tải WS-10X gồm năm chiếc, vốn đã rời Anh chuyển binh lính đến Nam Phi trên đường đến Trung Đông. Trong tháng 11 - tháng 12, một đoàn tàu vận tải bao gồm 10 chiếc chở binh lính khởi hành từ Halifax, Canada hướng đến Bombay, Ấn Độ. Ngày 9 tháng 12, đoàn tàu vận tải WS-12X đi đến Cape Town, rồi lại khởi hành có sự hộ tống của Dorsetshire. Đoàn tàu vận tải này được đặt tên là "12X" thay vì "13" để chiều theo sự mê tín trong hàng hải mà không có cơ sở nào. Toàn bộ Sư đoàn 18 đã đổ bộ lên Singapore, nhưng hầu như không còn thời gian để tham gia chiến đấu trước khi Singapore thất thủ. Các đơn vị có liên quan bao gồm các lữ đoàn 53, 54 và 55.

### Hạm đội Viễn Đông và bị đánh chìm

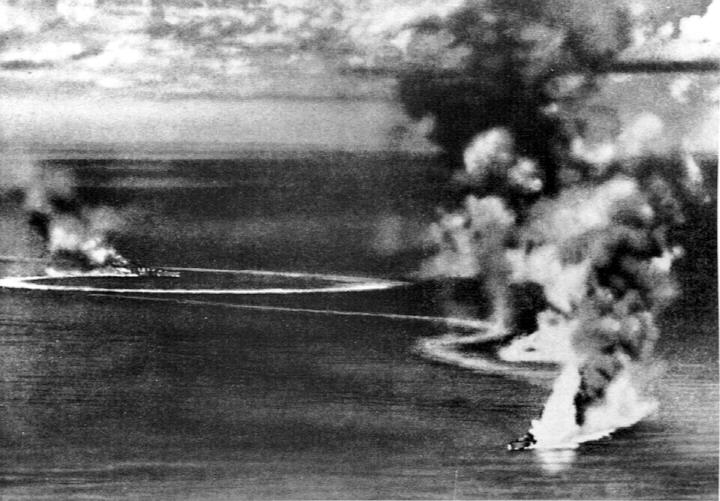
HMS Dorsetshire và Cornwall đang chịu đựng không kích nặng nề bởi máy bay từ tàu sân bay Nhật Bản, ngày 5 tháng 4 năm 1942. Ảnh chụp từ một máy bay Nhật.

Dorsetshire được bố trí vào ngày 11 tháng 11 trong việc truy tìm chiếc tàu cướp tàu buôn Đức Atlantis ("Raider C") vốn đã cướp bóc các tàu bè Đồng Minh. Dorsetshire còn tình cờ bắt gặp tàu tiếp liệu Đức Python vào ngày 1 tháng 12, vốn đang tiếp nhiên liệu cho các tàu ngầm U-boat ở Nam Đại Tây Dương. Những chiếc U-boat đã lặn xuống và thoát đi, và một trong số chúng đã phóng ngư lôi vào Dorsetshire nhưng bị trượt. Thủy thủ đoàn của Python đã tự đánh đắm tàu của mình.
Đầu năm 1942, Dorsetshire được bố trí đến Hạm đội Viễn Đông tại Ấn Độ Dương. Vào đầu tháng 4, Dorsetshire cùng với tàu chị em Cornwall được cho tách khỏi hạm đội để hộ tống chiếc tàu sân bay HMS Hermes đi đến Trincomalee thuộc Ceylon để sửa chữa. Vào ngày 4 tháng 4, hạm đội tàu sân bay Nhật Bản bị phát hiện, nên hai chiếc tàu tuần dương rời khỏi cảng; và sau khi được tiếp nhiên liệu vội vã trên biển, chúng lên đường không lâu sau nữa đêm hướng đến đảo san hô Addu. Ngày 5 tháng 4, hai chiếc tàu tuần dương Anh bị một máy bay trinh sát xuất phát từ tàu tuần dương Nhật Tone phát hiện ở cách 370 km (200 hải lý) về phía Tây Nam Ceylon. Máy bay ném bom lập tức được cho xuất phát từ các tàu sân bay Nhật để tấn công hai tàu chiến Anh, trong một trận chiến được đặt tên Cuộc không kích Chủ nhật Phục sinh.
Dorsetshire bị đánh trúng 10 quả bom và bị chìm với đuôi chìm trước vào khoảng 13 giờ 50 phút. Cornwall cũng bị đánh trúng tám quả bom và bị chìm với mũi chìm trước chỉ 10 phút sau đó. Trong số thủy thủ đoàn của Dorsetshire, 234 người đã thiệt mạng trong trận tấn công; có hơn 500 người còn sống sót trên mặt biển hay trên các bè cứu sinh. Họ được tàu tuần dương HMS Enterprise và các tàu khu trục HMS Paladin và HMS Panther cứu vớt vào ngày hôm sau. Đại tá Agar nằm trong số những người sống sót.